# 高田裕司 (演員)
高田裕司（日语：／ Takada Yūji，1960年1月10日—），本名高田祐司，日本男演員和聲優，出生於神奈川縣，身高173cm，活躍期於1980年至今，所屬事務所為大澤事務所。當聲優的同時，也活躍於商業廣告界。代表作是名偵探柯南的大和敢助以及Code Geass 反叛的魯路修的藤堂鏡志朗。

## 人物
高田裕司經常活躍於商業廣告界、CM界及舞台劇。
他很擅長玩騎馬和劍，興趣則為打捧球。

## 演出

### 舞台劇
- 特政隊必勝法(1988年)
- Popcorn Navy 鹿屋的四人(1992年)

### 電視動畫
- 餓沙羅鬼(豪和一清、渡邊網役)
- 沉默的未知(法蘭克、尤里·列昂諾夫、防衛的官僚)
- 機巧奇傳(阿卡)
- 驚爆危機(安迪)[3]
- 北方戀曲(倉田讓治)
- 極速攝殺(雜賀辰已)
- 名偵探柯南(內藤司之父、天堂享、森園菊人、大和敢助)
- 境界線上的地平線(本多·正信)
- GLASSLIP(沖倉利尋)
- 沉默的未知 Phase：EX 特别篇(暫譯 霍林·海利斯)
- 城市獵人(傑克·道格拉斯)
- 深藍救兵(鴾田正)
- 超能奇兵(馬汀．吉克馬爾)
- Code Geass 反叛的魯路修(藤堂鏡志朗)[4]
- ViVid Strike!(ダン・ベルリネッタ)
- 刀劍神域 （PoH／瓦沙克·卡薩魯斯之父）

### 劇場版動畫
2009年
- 名偵探柯南：漆黑的追跡者（大和敢助）

2017年
- Code Geass 反叛的魯路修 I - III（藤堂鏡志朗）

2019年
- Code Geass 復活的魯路修（藤堂鏡志朗）

2025年
- 名偵探柯南：獨眼的殘像（大和敢助[5]）

### 遊戲
- 女神異聞錄2 罰（周防克哉）
- Code Geass 反叛的魯路修 LOST COLORS(藤堂鏡志朗)
- 女神異聞錄2 罰 ETERNAL PUNISHMENT（周防克哉）
- 境界線上的地平線 PORTABLE(本多·正信)

### OVA
- 沉默的未知 Phase:EX 特別編(尤里·列昂諾夫)

## 曾客串的電視劇/電影

### 電視劇
宛如飛翔--狀士
半澤直樹
被討厭的勇氣
刑事ゆがみ(Keiji Yugami)
Mozo～大杉探偵事務所

### 電影
第三次殺人
友罪
送行者:禮儀師之奏鳴曲

## 被邀請過的電視節目/綜藝節目
甲子園総選挙
松坂大輔物語
真夜中の王國
香取慎吾の世界秘動物探検隊

### 吹替作品
銀河飛龍

## 資料
1. ↑  《高田 裕司 （たかだ ゆうじ） | 大沢事務所》。
2. ↑  日本タレント名鑑. . 日本タレント名鑑.   [2020-04-21]. （原始内容存档于2020-06-03）.
3. ↑  《驚爆危機角色列表》。
4. ↑  《高田裕司_M站声优大百科 - 猫耳FM》。
5. ↑  . Comic Natalie. 2024-12-04  [2024-12-04] （日语）.